# Oxacis marianna
Oxacis marianna är en skalbaggsart som beskrevs av Ross H. Arnett, Jr. 1970. Oxacis marianna ingår i släktet Oxacis och familjen blombaggar. Inga underarter finns listade i Catalogue of Life.